# Niklas Orrenius
Niklas Emil Erik Orrenius, född 22 december 1973 i Linköping, är en svensk författare och journalist.

## Biografi
Niklas Orrenius växte upp i Motala, där han gick samhällsvetenskaplig linje på Platengymnasiet. Under gymnasietiden var han utbytesstudent i Ohio i USA under ett år. Han började 1997 som reporter på Sydsvenskan och skrev också krönikor i tidningen.  Mellan februari 2012 och 1 mars 2013 var han på Expressen och har därefter arbetat på Dagens Nyheter. Han är bosatt i Malmö. Han har gjort sig uppmärksammad för sin mångåriga rapportering om extremiströrelser, inte minst om Sverigedemokraterna och om radikal islamism. Innan han började på Sydsvenskan, hade han arbetat på Östgöta Correspondenten och Värnpliktsnytt. Han har även skrivit utlandsreportage för Svenska Dagbladet och Arbetaren.
Niklas Orrenius har gett ut sammanlagt fem böcker, ofta med extremism, rasism och nationalism i fokus. I april 2010 kom Jag är inte rabiat. Jag äter pizza i vilken han skildrar Sverigedemokraterna och deras ställning i samhället. I september 2016 gavs hans bok Skotten i Köpenhamn. Ett reportage om Lars Vilks, extremism och yttrandefrihetens gränser ut. Boken är en kritisk granskning av både islamistisk extremism och antimuslimska hatgrupper. I oktober 2016 meddelades att boken nominerats till Augustpriset, i fackboksklassen.
I januari 2010 tilldelades Niklas Orrenius Olle Stenholms minnespris för etik och debatt. I december 2012 fick han Publicistklubbens pris Guldpennan. 2015 fick han Röda korsets journalistpris tillsammans med fotografen Anders Hansson för reportageserien "Drömmen om Sverige" som publicerats Dagens Nyheter. 2015 tilldelades Niklas Orrenius utmärkelsen Torgny Segerstedts Frihetspenna av Stiftelsen Torgny Segerstedts Minne.
Tillsammans med Olle Lönnaeus nominerades Orrenius 2003 till Stora journalistpriset i klassen "Årets berättare" för reportaget "Kampen om de billiga arbetarna". År 2013 nominerades han åter till Stora journalistpriset för avslöjandet om att svensk polis upprättat ett olagligt register över tusentals romer. Han nominerades även till Guldspaden 2006 för artikelserien "Haram – förbjudet i Guds namn", som han skrev tillsammans med Olle Lönnaeus och Erik Magnusson samt fotografen Hussein el-Alawi. Även 2008 nominerades Niklas Orrenius och Olle Lönnaeus till Guldspaden för artikelserien "Det svenska vapenhyckleriet". Han medverkade i antologin Goda Nyheter 2001 ("Reggaen regerar i Skärblacka"), 2003 ("Sverigedemokraterna i politikens finrum"), 2004 ("Jakten på ett mirakel") och 2005 ("Sparkad för sina åsikter"). År 2002 skrev han även för den vänsterorienterade tidskriften ETC.
Den 23 november 2016 tilldelades han stora journalistpriset i kategorin Årets Röst med följande motivering: "För att han som outtröttlig reporter och med fulländad stilistik undersöker och dokumenterar vår tids svåraste frågor.".
Niklas Orrenius har i efterhand medgett att hans journalistik om Sverigedemokraterna under 2000-talets första år ibland valde vinklingar som var färgade av hans motvilja mot deras åsikter – en metod som han senare betecknat som journalistiskt felaktig och missvisande. Han diskuterar detta i Publicistklubbens årsbok 2007 Journalister & extremister under redaktörskap av Anna-Lena Lodenius.

### Familj
Niklas Orrenius är son till juristerna Hans Orrenius och Ylva Orrenius. Han är bror till sportjournalisten Johan Orrenius och juristen Lisa Orrenius Skau. Sten Orrenius var kusin till deras far.

## Utmärkelser
2018 - Hedeniuspriset, Humanisterna